# Утгард

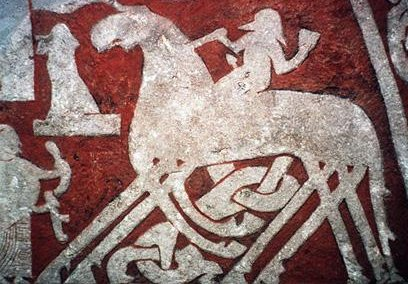

Утгард (с др.-исл. «внешнее отгороженное пространство; окраинная земля»; др.-сканд. Útgarðar) — в германо-скандинавской мифологии трансцендентный мир, «внешний» по отношению к земному, материальному миру, называемому Мидгард, или «срединное отгороженное пространство», где обитают люди.
В некоторых мифах (Видение Гюльви) Утгардом (borgarinnar) называется город в Ётунхейме.
Это мир, существующий по своим особым законам, не подчиняющийся мировому порядку, установленному триадой «новых богов»-братьев Одином, Вили и Ве, мир магии, сопоставимый с «иным», недоступный простым смертным, но доступный для избранных, которые могут попасть туда в любой момент из любой точки Мидгарда, как это случилось однажды с богом Тором и его спутниками («Путешествие Тора в Утгард»).
В легенде о путешествии Тора упоминается великан Утгарда-локи как правитель этого мира.
Космогония и мифологическая география германо-скандинавов восходят к индоевропейской архаике и весьма сложны, это структура многоуровневая: миротворение началось из бездны Гиннунгагап (др.-исл. «зияющая бездна»), на стыке двух первомиров — огненного Муспельхейма и снежно-ледяного Нифльхейма. Много позже трое богов-братьев (см. выше) создали космос, в котором существуют:
- небо — мир богов-асов и будущего (Асгард),
- земля — мир людей и настоящего (Мидгард),
- подземье — мир умерших предков и прошлого (Хель).

Эти три мира объединены как творческой волей их создателей, так и общими законами метафизического бытия, которые закреплены корнями Мирового Древа — ясеня Иггдрасиля: в каждый из них уходит один из трех корней великого древа. В Утгарде, возникшем неизвестно как (в поздних мифах есть попытки объяснить его происхождение трудами великана Нарви), корней Иггдрасиля нет, и боги-асы над ним не властны.

## Прочее
- Утгард — кратер на спутнике Юпитера Каллисто.